# Milan Menten
Milan Menten   (Bilzen, 31 d'octubre de 1996) és un ciclista belga, professional des del 2018, quan firmà un contracte de dos anys per l'equip Sport Vlaanderen-Baloise. Des del 2023 corre a l'equip Lotto Dstny. En el seu palmarès destaca la victòria a Le Samyn del 2023.

## Palmarès
- 2014
  - Vencedor d'una etapa al Trofeu Karlsberg
- 2015
  - Vencedor d'una etapa al Tour de Flandes Oriental
- 2016
  - Vencedor d'una etapa al Tour de Namur
- 2017
  - 1r al Gran Premi Jules Van Hevel
  - Vencedor d'una etapa al Tour de Lieja
- 2018
  - 1r al Gran Premi Briek Schotte
- 2021
  - Vencedor d'una etapa al Tour de Croàcia
- 2022
  - 1r al Gran Premi de Lillers-Souvenir Bruno Comini
- 2023
  - 1r a Le Samyn

### Resultats a la Volta a Espanya
- 2023. 142è de la classificació general